# Totally Enormous Extinct Dinosaurs

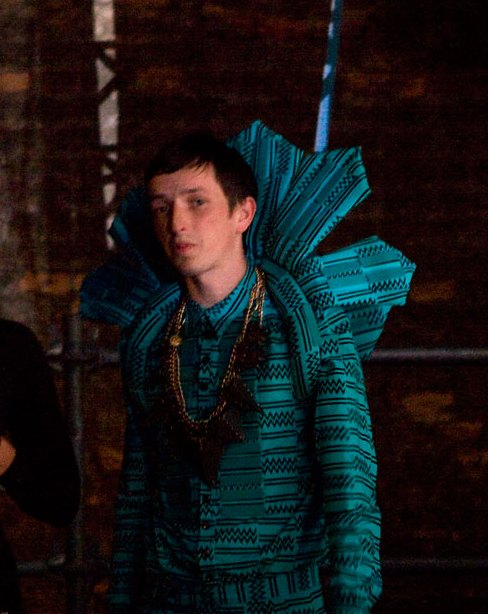
Totally Enormous Extinct Dinosaurs

Orlando Tobias Edward Higginbottom, unter dem Künstlernamen Totally Enormous Extinct Dinosaurs bzw. unter der Abkürzung TEED bekannt, (* 22. September 1984 in Oxford, Vereinigtes Königreich) ist ein britischer Dance-Produzent und DJ. Bekannt geworden sind seine Live-Auftritte auch für seine ausgefallenen Kostüme und oftmals kostümierte Fans.

## Geschichte
Orlando ist der Sohn von Edward Higginbottom, Dirigent des New College Chors in Oxford. Er selbst arbeitete früher als Musiklehrer in Schulen.
TEED fertigte Remixe an für Künstler wie Lady Gaga, Katy Perry und Professor Green.
TEED veröffentlichte neben Garden verschiedene Singles seines Albums. Darunter Trouble, Tapes and Money, Household Goods, You Need Me On My Own and Stronger/American Dream Part II, welche als Doppel-Single veröffentlicht wurde. Im März 2013 wurde TEED als einer von Fuse TV's 30 must-see artists at SXSW bestimmt.
Seine Single „Stronger“ war iTunes Single der Woche im Sommer 2012.
In Deutschland trat er bisher unter anderem auf dem Immergut Festival, dem MS Dockville und dem Berlin Festival auf.
Außerdem verwendete Nokia das Lied Garden für die Werbespots ihrer Lumia-Serie.
Sein Debüt-Album Trouble erschien am 11. Juni 2012. Das Album beinhaltet fünf vorher erschienene Singles, inklusive „Household Goods“ und „You Need Me On My Own“.
Im Jahr 2022 veröffentlichte TEED sein zweites Studioalbum When The Lights Go auf dem Label Nice Age.

## Diskografie

### Studio-Alben
| Titel              | Albumdetails                                                                                   |
| ------------------ | ---------------------------------------------------------------------------------------------- |
| Trouble            | - Veröffentlicht: 11. Juni 2012 - Label: Polydor Records - Formate: CD, Download               |
| When The Lights Go | - Veröffentlicht: 9. September 2022 - Label: Nice Age - Formate: CD, Download, Vinyl, Kassette |

Andere Alben
- Kinshasa One Two as part of DRC Music led by Damon Albarn (2012), Warp

### Extended Plays
- All In One Sixty Dancehalls (2009), Greco-Roman
- All In Two Sixty Dancehalls (2010), Greco-Roman
- Household Goods (2010), Greco-Roman
- Prehistory (2011), Greco-Roman
- Prehistory II (2011), Greco-Roman

### Singles
| Titel                                                                       | Jahr | Chartplatzierungen | Chartplatzierungen | Chartplatzierungen | Album              |
| Titel                                                                       | Jahr | UK                 | UK Dance Chart     | BE (Vl)            | Album              |
| --------------------------------------------------------------------------- | ---- | ------------------ | ------------------ | ------------------ | ------------------ |
| "Trouble"                                                                   | 2011 | —                  | —                  | —                  | Trouble            |
| "Garden"                                                                    | 2011 | 135                | 23                 | 87                 | Trouble            |
| "You Need Me On My Own"                                                     | 2012 | —                  | —                  | —                  | Trouble            |
| "Tapes & Money"                                                             | 2012 | —                  | —                  | —                  | Trouble            |
| "Stronger / American Dream Part II"                                         | 2012 | —                  | —                  | —                  | Trouble            |
| "Household Goods (re-release)"                                              | 2012 | —                  | —                  | —                  | Trouble            |
| "Your Love"                                                                 | 2012 | —                  | —                  | —                  | Trouble            |
| "Lion, the Lion" (with Eats Everything)                                     | 2013 | —                  | —                  | —                  | Get Lost VI        |
| "Without You" (Dillon Francis featuring Totally Enormous Extinct Dinosaurs) | 2013 | —                  | —                  | —                  | N/A                |
| "Feels Like" (with Anna Lunoe)                                              | 2014 | —                  | —                  | —                  | N/A                |
| "Leave a Light On"                                                          | 2018 | —                  | —                  | —                  | N/A                |
| "Don't You Forget About Me"                                                 | 2018 | —                  | —                  | —                  | N/A                |
| "Body Move"                                                                 | 2018 | —                  | —                  | —                  | N/A                |
| "Energy Fantasy"                                                            | 2018 | —                  | —                  | —                  | N/A                |
| "Again" (with SG Lewis)                                                     | 2018 | —                  | —                  | —                  | Dark EP            |
| "Radical" (with Amtrac)                                                     | 2020 | —                  | —                  | —                  | Oddyssey           |
| "Heartbreak" (with Bonobo)                                                  | 2020 | —                  | —                  | —                  | N/A                |
| "6000 Ft." (with Bonobo)                                                    | 2020 | —                  | —                  | —                  | N/A                |
| "Unfold" (with Porter Robinson)                                             | 2021 | —                  | —                  | —                  | Nurture            |
| "Blood in the Snow"                                                         | 2022 | —                  | —                  | —                  | When the Lights Go |
| "Crosswalk"                                                                 | 2022 | —                  | —                  | —                  | When the Lights Go |
| "The Sleeper"                                                               | 2022 | —                  | —                  | —                  | When the Lights Go |
| "Forever"                                                                   | 2022 | —                  | —                  | —                  | When the Lights Go |
| "Never Seen You Dance"                                                      | 2022 | —                  | —                  | —                  | When the Lights Go |
| "When the Lights Go"                                                        | 2022 |                    |                    |                    | When the Lights Go |

### Remixe
| Jahr | Künstler                | Song                 |
| ---- | ----------------------- | -------------------- |
| 2008 | Sugababes               | "Denial"             |
| 2009 | Asavioure & DJ IQ       | "Cracked It"         |
| 2010 | Fenech-Soler            | "Lies"               |
| 2010 | Professor Green         | "Monster"            |
| 2010 | Sky Ferreira            | "One"                |
| 2010 | Darwin Deez             | "Constellations"     |
| 2010 | Tinashé                 | "Saved"              |
| 2010 | Wafa                    | "Ewid Disco"         |
| 2010 | Killa Kela              | "Everyday"           |
| 2010 | Deathray Trebuchay      | "No 6 Friend 1"      |
| 2011 | Fur Coat                | "Space Ballad"       |
| 2011 | Lee Mortimer            | "Where the Party At" |
| 2011 | Donae'o                 | "When Angels Sing"   |
| 2011 | Katy Perry              | "Firework"           |
| 2011 | Lady Gaga               | "Marry the Night"    |
| 2011 | The 2 Bears             | "The Lunatics"       |
| 2011 | Crystal Fighters        | "Xtatic Truth"       |
| 2011 | Friendly Fires          | "Hawaiian Air"       |
| 2012 | Jonquil                 | "It's My Part"       |
| 2013 | Foals                   | "My Number"          |
| 2013 | Zinc feat. Sasha Keable | "Only for Tonight"   |
| 2013 | Disclosure              | "F For You"          |